# قائمة حكايات الملايو
فيما يلي قائمة بالحكاية في لغة الملايو:
- حكاية آتشيه
- حكاية عبدالله
- حكاية أبو نواس
- حكاية أبو سماح
- حكاية الأمير حمزة
- حكاية بنجر
- حكاية بختيار
- حكاية بيان بوديمان
- حكاية هنغ تواه
- حكاية إبليس
- حكاية إندرابوترا
- حكاية اسكندر ذو القرنين
- حكاية إسما اليتيم
- حكايات جايا لنجارا
- حكاية كليلة ودمنة
- حكاية مملكة سيكا
- حكاية معلم ديوا
- حكاية قط الزباد الملتحي
- حكاية ميرونغ ماهاوانغسا
- حكاية محمد حنفية
- حكاية القائد اسيك
- حكاية القائد الشاب
- حكاية بلد رياو
- حكاية بلد جوهر
- حكاية فهغ
- حكاية بنجاتنترا
- حكاية باندافاس جايا
- حكاية بانجي الحصان سيميرانج
- حكاية بانجي سيميرانج
- حكاية فطاني
- حكاية فكاهية طرغول
- حكاية بوراسارا
- حكاية الأمير جايا باتي
- حكاية الملك عقيل
- حكاية الملك بوديمان
- حكاية الملك جمجمة
- حكاية الملك الشاب
- حكاية ملوك باساي
- حكاية سماون
- حكاية سانغ بوما
- حكاية سانغ بيما
- حكاية سيري راما
- حكاية الفقراء
- حكاية سياك
- حكاية السلطان إبراهيم
- حكاية شاه مردان
- حكاية أرض هيتو

## روابط خارجية
- مشروع التوافق الملايو
  - قائمة النصوص الواردة في Malay Concordance Project